# Angela Smith (squash)
Pour les articles homonymes, voir Angela Smith et Smith.
Angela Smith, née le 3 juillet 1953 à Stoke-on-Trent, est une joueuse professionnelle de squash représentant l'Angleterre. Elle atteint en janvier 1984 la septième place mondiale sur le circuit international, son meilleur classement. Elle est championne du monde par équipes avec l'Angleterre en 1979. Elle rentre dans l'histoire du squash en devenant la première joueuse de squash à passer professionnelle.

## Biographie
Son premier emploi à l'international est entraîneur de squash au prestigieux Vertical Club à Manhattan où Vitas Gerulaitis était entraîneur de tennis. Son contrat est donné comme le plus lucratif contrat des entraîneurs de squash. Elle entraîna plusieurs personnalités comme Jackie Kennedy, la veuve du président américain.
À la suite de sa période américaine et de sa contribution importante à la fondation du sport féminin américain, Angela Smith relève un autre défi à Nassau aux Bahamas, où elle fait la promotion de ce qui est un sport d'expatrié. Elle joue un rôle important dans l'initiative de Shell de parrainer le programme de squash et plusieurs juniors entraînés par Angela Smith jouent plus tard sur le circuit mondial. Après ses six ans à Nassau, elle est basée à Barcelone, au club Can Melich, où elle a de nouveau un grand succès, ce qui permet d'organiser, parmi d'autres événements, les championnats européens juniors. Elle entraîne également  et aide à développer davantage le squash à Hong Kong, aux Bermudes, à Trinité-et-Tobago, au Kenya, etc. Tout ceci se fait en parallèle de sa propre carrière de joueuse sur le circuit mondial afin de continuer à représenter son pays en équipe nationale et de maintenir sa place au classement mondial. À la suite de la réussite de Angela Smith comme joueuse professionnelle, Sue Cogswell passe à son tour professionnelle à la fin des années 1980.
Elle est une des très rares joueuses à avoir pris un jeu à Heather McKay, 16 fois vainqueur du British Open championnat du monde officieux, lors des championnats du monde 1979.

## Palmarès

### Titres
- Championnats britanniques : 1976
- Championnats d'Europe par équipes : 1984
- Championnats du monde par équipes : 1979

### Finales
- Championnats britanniques : 3 finales (1978, 1979, 1981)
- Championnats du monde par équipes : 1981